# Aulocera swaha
Aulocera swaha là một loài bướm nâu được tìm thấy ở Himalayas.
Loài bướm này được tìm thấy ở Himalayas tại Afghanistan, và Himalayas từ Safed Koh, Astor, Chilas, Gilgit, Chitral, Kashmir và Kulu về phía đông qua Sikkim.